# Černá Voda
Černá Voda (in polacco Czarna Woda, in tedesco Schwarzwasser) è un comune della Repubblica Ceca facente parte del distretto di Jeseník, nella regione di Olomouc.